# الموت في الإسلام
الموت في الإسلام هو نهاية الحياة الدنيا وبداية الحياة الآخرة، الموت ينظر إليه على أنه فصل الروح عن الجسد ونقله من الدنيا إلى الآخرة.

## ما يحدث أثناء الموت وقبله وبعده
- ويناقش الإسلام بإسهاب ما يحدث قبل الموت وأثناءه وبعده، إذ يظهر ملك الموت للمحتضرين ليأخذ أرواحهم، وتنتزع نفوس الخطاة بأكثر الطرق إيلاماً بينما يُعامل الصالحون بِيُسْر.
- وبعد الدفن يأتي ملكان منكر ونكير لسؤال الموتى من أجل اختبار إيمانهم،[5] فالمؤمنون الابرار يجاوبون عن حق ويعيشون بسلام وراحة في حين ان الخطاة والكافرون يفشلون ويترتب على ذلك عقاب.
- الفترة الزمنية أو المرحلة بين الموت ونهاية العالم تسمى حياة البرزخ.[4]
- الانتحار و‌الموت الرحيم و‌القتل الجائر هي وسائل موت محرمة في الإسلام، وتعتبر من الذنوب الكبرى والمسلمون يؤمنون أن الحياة نعمة من عند الله لا يمنحها الإنسان.[4]
- الإيمان بالآخرة هو أحد أركان الإيمان في الإسلام، والمتوفون في حالة وسيطة ( لا إلى الجنة ولا إلى النار )، يكونون في البرزخ حتى يوم القيامة، ليتم الكشف عما إذا كانوا يذهبون إلى الجنة أو النار بعد البعث والحساب.

## حقيقة الموت في الإسلام
لا ينظر إلى الموت على أنه إنهاء للحياة، بل على أنه استمرار للحياة في شكل آخر، في العقيدة الإسلامية، جعل الله الحياة الدنيوية اختبارا واستعدادا للآخرة، ومع الموت، تنتهي هذه الحياة الدنيوية، وكل شخص لديه فرصة واحدة لإعداد نفسه للحياة القادمة حيث يبعثه الله ويحكم على كل إنسان ويؤهله للثواب أو العقاب على أساس حسناته أو سيئاته.
الموت يُنظر إليه كبوابة لبداية الآخرة، والموت في الدين الإسلامي يحدده الله مسبقاً، والموعد الدقيق لوفاة الإنسان لا يعرفه إلا الله، يتوقع المسلمون أن يكون آخر حديث لهم في الدنيا هو الاعتراف بالإيمان (أشهد أن لا إله إلا الله ومحمد رسول الله).
الاعتقاد الشائع هو أن المؤمنين الحقيقيين والصالحين، سيرحبون بالموت، عندما يصل، والموت مرحلة انتقالية ولا يلتزمون بالتصوير التقليدي للموت على أنه مؤلم أو مخيف.

## سكرات الموت في الإسلام

### الاحتضار وسكرات الموت
الاحتضار هو المرحلة التي تسبق الموت، حيث يبدأ  فقدان الحواس وضبابية العقل مع بقاء الروح لم تخرج بعد، ووصف ذلك إبن القيم فقال: هو انسحاب في العروق والأعصاب وتضعف الحواس عند المحتضر إلى أن يغشى عليه.

### الحكمة من سكرات الموت
1. تكفير السيئات وزيادة الحسنات لما روى أبي هريرة، عن النبي ﷺ قال:«ما يصيب المسلم، من نصب ولا وصب، ولا هم ولا حزن ولا أذى ولا غم، حتى الشوكة يشاكها، إلا كفر الله بها من خطاياه»،[7] وورد في بعض الآثار، وفي حديث عنه ﷺ أنه قال:«إن المؤمن يموت بعرق الجبين» وعرق الجبين: إنه يتحدر عرقا من شدة كربه لتكون كفارة له، فيشدد عليه سكرات الموت حتى تكفر خطاياه.[8]
2. زيادة الإيمان بالحياة الآخرة والتخفف من الحياة الدنيا.
3. تحذير المؤمنين من الغفلة والانشغال بالدنيا، والتذكر الدائم للموت.[9]

### أثر المعرفة بسكرات الموت على المسلم
1. تحفز المسلم على التوبة والعودة لله والاستعداد للدار الآخر.
2. طلب حسن الخاتمة من الله.
3. تربية النفس على التخفف من الدنيا والإرتباط بالآخرة.[10]

### سكرات الموت في ضوء الطب والعلم الحديث
أظهرت الدراسات الطبية أن الدماغ يشهد نشاطًا كهربائيًا عالي التردد بعد توقف القلب وهذا يمكن أن يفسر ما يرويه بعض من اقتربوا من الموت من رؤية الضوء أو الإحساس بخروج الروح من الجسم، وتشير بعض الدراسات إلى انخفاض في الأوكسجين وارتفاع ثاني أكسيد الكربون يسبب اضطرابات عصبية تفسر بعض الظواهر أثناء الموت، ولا تنفي هذه البعد الإيماني بل تفسر الوسائل التي جعلها الله سببا لما يشعر به المحتضر.

## الموت في النصوص الإسلامية

### في القرآن الكريم
القرآن في أماكنه المتعددة يناقش مسألة الموت الموت لا مفر منه مهما حاول الناس الهرب من الموت، فإنه سوف يصل إلى الجميع، ففي الآيتين 26 و 27 من سورة الرحمن يقول القرآن ان كل شئ فانٍ إلا الله، ﴿كُلُّ مَنْ عَلَيْهَا فَانٍ ۝٢٦ وَيَبْقَى وَجْهُ رَبِّكَ ذُو الْجَلَالِ وَالْإِكْرَامِ ۝٢٧﴾ [الرحمن:26–27]، وقال تعالى في سورة ق: ﴿وَجَاءَتْ سَكْرَةُ الْمَوْتِ بِالْحَقِّ﴾ [ق:19]، فسرها فخر الدين الرازي فسرها بأنها غشيان شديد يذهب بالعقل عند خروج الروح، أي شدته التي تذهب العقول والفطن.

### في السنة النبوية
عن عائشة :«إن رسول الله صلى الله عليه وسلم كان بين يديه ركوة، أو علبة فيها ماء فجعل يدخل يده في الماء، فيمسح بها وجهه، ويقول: (لا إله إلا الله، إن للموت سكرات)، ثم نصب يده فجعل يقول: (في الرفيق الأعلى)، حتى قبض ومالت يده».

### وصف العلماء
حدد ابن القيم ثلاث دواهي في لحظة الموت:
1. الداهية الأولى شدة النزع: روي عن زيد بن أسلم:«إذا بقي للمؤمن ذنوب لم تُكفر بعمله، شُدّد عليه الموت ليصل بسكراته درجته في الجنة»،[16] ووصف عائض القرني الفرق بين المؤمن والكافر خلال سكرات الموت، أن المؤمن يرى ملك الموت بصورة طيب، ويراه الكافر بصورة مخيفة مرعبة.[8]
2. الدهية الثانية مشاهدة صورة ملك الموت: ودخول الخوف والروع في القلب فلو رأى صورته التي يقبض عليها روح العبد المذنب أعظم الرجال قوة لم يطق رؤيته.
3. الداهية الثالثة: مشاهدة العصاة مواضعهم من النار: وخوفهم قبل المشاهدة فإنهم في حال السكرات قد تخاذلت قواهم واستسلمت أرواحهم للخروج.[17]

## الفترة بين الموت والقيامة
من ناحية أخرى، عندما يموت مؤمن صالح، تنزل الملائكة ذات الوجه المشرق من السماء بعطور إلهية وكفن، ثم تأتي ملائكة الموت، وتخبر الروح أن تخرج إلى مشيئة الله ورحمته، ثم يتم استخراج الروح بسهولة كما تخرج القطرة من في السقاء، ثم يتم لف الروح في الكفن المعطر ويتم نقلها إلى السماء السابعة حيث يعلن الله: «اكتبوا لعبدي كتابا في عليين وأعيدوه إلى الأرض فإني منها خلقتهم وفيها أعيدهم ومنها أخرجهم تارة أخرى». ثم تُعاد الروح مرة أخرى إلى الجسم ويتم سؤالها من قبل ملكان هما منكر ونكير، إذا نجح في الإجابة على الأسئلة، ينعم بالأجر السماوي.